# Бакар
Б́акар (хорв. Bakar) — місто в Хорватії, у Приморсько-Горанській жупанії. Місто розташоване на узбережжі Адріатичного моря, у глибині Бакарської затоки, що виходить в затоку Кварнер.
Слово Bakar в перекладі з хорватської мови означає «мідь».
Бакар — портово-промислове місто. Поряд з морським портом тут існував індустріальний комбінат, до складу якого входила коксова фабрика, що сильно забруднювала довкілля. У 1995 році фабрика була закрита і з тих пір стан довкілля навколо Бакара істотно покращився. В останні роки в Бакарі інтенсивно розвивається туризм. Станом на 2011 рік у Бакарі закінчується автомагістраль A7.

## Історія
У давнину на місці Бакара існувало кельтське поселення, відоме як Vel-Kir (Кам'яний затока). У римський період тут також розташовувалося місто, яке називалося Вольцера (Volcera). Після приходу на Адріатику слов'ян місто отримало своє нинішнє ім'я, у Середньовіччі воно належало єпархії Вінодолскі, згодом належало багатим феодальним родинам Франкопанів та Зрінських. У XVI столітті в Бакарі був побудований укріплений замок. На стику XVII та XVIII століть Бакар увійшов до складу Австрійської імперії, після чого отримав права міста і герб. У другій половині XIX століття тут були побудовані великий порт і корабельна верф, зведена церква св. Андрія. У той же період в Бакарі відкрито морське училище.
Після Першої світової війни Бакар у складі Королівства сербів, хорватів і словенців, пізніше Королівства Югославія. Після розпаду Югославії в 1991 році місто стало частиною незалежної Хорватії.

## Населення
Населення громади за даними перепису 2011 року становило 8 279 осіб, 5 з яких назвали рідною українську мову. Населення самого міста становило 1473 осіб.
Динаміка чисельності населення громади:
Динаміка чисельності населення міста:

## Населені пункти
Крім міста Бакар, до громади також входять:
- Хрелін
- Красиця
- Кукуляново
- Плосна
- Поникве
- Прапутняк
- Шкрлєво
- Злобин

## Клімат
Середня річна температура становить 13,20 °C, середня максимальна – 26,09 °C, а середня мінімальна – 0,65 °C. Середня річна кількість опадів – 1435 мм.
| Клімат міста                                  | Клімат міста | Клімат міста | Клімат міста | Клімат міста | Клімат міста | Клімат міста | Клімат міста | Клімат міста | Клімат міста | Клімат міста | Клімат міста | Клімат міста | Клімат міста |
| Показник                                      | Січ.         | Лют.         | Бер.         | Квіт.        | Трав.        | Черв.        | Лип.         | Серп.        | Вер.         | Жовт.        | Лист.        | Груд.        |              |
| Середній максимум, °C                         | 9,47         | 9,77         | 12,25        | 15,78        | 20,74        | 24,63        | 26,09        | 25,97        | 21,60        | 17,02        | 12,27        | 9,49         |              |
| Середня температура, °C                       | 5,05         | 5,34         | 7,84         | 11,38        | 16,33        | 20,21        | 22,72        | 22,60        | 18,22        | 13,65        | 8,90         | 6,13         |              |
| Середній мінімум, °C                          | 0,65         | 0,96         | 3,43         | 6,95         | 11,93        | 15,79        | 19,34        | 19,22        | 14,85        | 10,28        | 5,54         | 2,75         |              |
| Норма опадів, мм                              | 116          | 95           | 103          | 106          | 94           | 112          | 69           | 95           | 142          | 179          | 177          | 147          |              |
| Середньомісячна швидкість вітру, м/с          | 2.94         | 3.09         | 3.11         | 2.93         | 2.67         | 2.54         | 2.51         | 2.56         | 2.65         | 2.93         | 3.20         | 3.17         |              |
| Середньомісячна сонячна радіація, кДж/м²·день | 4399         | 7201         | 10453        | 14912        | 19123        | 20710        | 22129        | 18890        | 13853        | 8976         | 4816         | 3685         |              |
| --------------------------------------------- | ------------ | ------------ | ------------ | ------------ | ------------ | ------------ | ------------ | ------------ | ------------ | ------------ | ------------ | ------------ | ------------ |
| Джерело:                                      |              |              |              |              |              |              |              |              |              |              |              |              |              |

## Визначні пам'ятки
- Церква св. апостола Андрія. Перша церква на цьому місці була побудована в XII столітті та повністю зруйнована землетрусом 1323 року. В 1853 році зведена нова церква в стилі пізнього бароко.
- Замок. Побудований в XVI столітті за наказом імператора Фердинанда I для захисту від турецьких нападів.
- Турецький будинок. Будівля побудована імовірно в XIV столітті в оттоманському стилі.